# AS Livorno Calcio 2011/2012
AS Livorno Calcio spelade säsongen 2011/2012 i italienska Serie B. Laget slutade på sjuttonde plats och räddade kontraktet säsongens sista match.

## Organisation

### Ledning
President: Aldo Spinelli

Vicepresident: Silvano Siri

Klubbdirektör: Giovanni Gardini

Sportchef: Elio Signorelli

Teknisk direktör:Attilio Perotti

Tränare: Walter Novellino tom 20 december 2011

Armando Madonna från 21 december 2011 tom 6 maj 2012

Attilio Perotti från 6 maj 2012

### Spelartrupp
| Nr | Land      | Pos | Namn                        |
| -- | --------- | --- | --------------------------- |
| 1  | Italien   | MV  | Alfonso De Lucia            |
| 2  | Italien   | F   | Romano Perticone°           |
| 3  | Italien   | F   | Mirko Pieri                 |
| 4  | Italien   | F   | Alessandro Bernardini       |
| 5  | Italien   | F   | Simone Sini*                |
| 6  | Italien   | MF  | Simone Barone               |
| 7  | Italien   | MF  | Luca Belingheri             |
| 8  | Italien   | A   | Federico Dionisi            |
| 9  | Brasilien | A   | Paulinho                    |
| 11 | Italien   | A   | Andrea Russotto°            |
| 13 | Kroatien  | F   | Dario Knežević              |
| 17 | Uruguay   | MF  | Leonardo Martín Migliónico° |
| 18 | Ungern    | MF  | Attila Filkor               |
| 19 | Italien   | MV  | Luca Mazzoni                |
| 20 | Frankrike | MF  | Gaël Genevier°              |
| 21 | Italien   | MF  | Andrea Luci                 |
| 22 | Italien   | A   | Simone Dell'Agnello         |
| 23 | Italien   | F   | Alessandro Lambrughi        |

| Nr | Land      | Pos | Namn                   |
| -- | --------- | --- | ---------------------- |
| 24 | Italien   | F   | Antonio Meola          |
| 25 | Italien   | MF  | Piermario Morosini*    |
| 26 | Italien   | MF  | Luca Siligardi         |
| 28 | Italien   | MF  | Pasquale Schiattarella |
| 31 | Italien   | MF  | Matteo Lignani         |
| 32 | Italien   | A   | Rej Volpato°           |
| 33 | Italien   | MV  | Francesco Bardi        |
| 39 | Österrike | MF  | Jürgen Prutsch         |
| 42 | Italien   | F   | Leonardo Torri         |
| 43 | Italien   | MF  | Mirko Bigazzi          |
| 44 | Italien   | A   | Filippo Moscati        |
| 62 | Italien   | MV  | Alessandro Vono*       |
| 70 | Italien   | MF  | Francesco Rampi        |
| 77 | Italien   | F   | Simone Salviato        |
| 82 | Italien   | A   | Marco Bernacci*        |
| 88 | Italien   | A   | Antonio Piccolo        |
| 91 | Italien   | MF  | Lorenzo Remedi         |
| 95 | Italien   | MV  | Iacopo Ricciarelli     |

° Spelaren lämnade klubben i januari.

* Spelaren anslöt till klubben i januari.

## Övergångar

### Sommaren 2011
| Köpta | Köpta               | Köpta           | Köpta           |
| Pos   | Spelare             | Från            | Anmärkning      |
| ----- | ------------------- | --------------- | --------------- |
| MV    | Francesco Bardi     | Inter           | lån             |
| F     | Riccardo Regno      | Bologna FC 1909 | 300.000 €       |
| F     | Antonio Meola       | US Avellino     | delägarskap     |
| MF    | Simone Barone       | klubblös        |                 |
| MF    | Andrea Russotto     | Bellinzona      | gratis          |
| MF    | Attila Filkor       | AC Milan        | lån             |
| MF    | Gaël Genevier       | Siena           | lån             |
| MF    | Luca Siligardi      | Inter           | delägarskap     |
| MF    | Mirko Bigazzi       | Gela            | avslutat lån    |
| MF    | Francesco Rampi     | Perugia         | lån med köprätt |
| MF    | Lorenzo Remedi      | Pontedera       | avslutat lån    |
| A     | Paulinho            | Sorrento        | avslutat lån    |
| A     | Simone Dell'Agnello | Inter           | lån             |
| A     | Rej Volpato         | Lumezzane       | avslutat lån    |
| A     | Antonio Piccolo     | Piacenza        | delägarskap     |

| Sålda | Sålda                 | Sålda       | Sålda        |
| Pos   | Spelare               | Till        | Anmärkning   |
| ----- | --------------------- | ----------- | ------------ |
| MV    | Francesco Bardi       | Inter       | delägarskap  |
| F     | Vitorino Antunes      | Roma        | avslutat lån |
| MF    | Juan Surraco          | Udinese     | avslutat lån |
| MF    | Francesco Parravicini | Siena       | avslutat lån |
| MF    | Manuel Iori           | Chievo      | avslutat lån |
| MF    | Marco D'Alessandro    | Roma        | avslutat lån |
| MF    | Ahmed Barusso         | Roma        | avslutat lån |
| MF    | Marco Moscati         | Perugia     | lån          |
| A     | Francesco Volpe       | Piacenza    | delägarskap  |
| A     | Gastón Cellerino      | Racing Club | lån          |
| A     | Andrej Galabinov      | Sorrento    | lån          |

### Januari 2012
| Köpta | Köpta              | Köpta    | Köpta      |
| Pos   | Spelare            | Från     | Anmärkning |
| ----- | ------------------ | -------- | ---------- |
| MV    | Alessandro Vono    | klubblös | [ 5 ]      |
| F     | Simone Sini        | Roma     | lån        |
| MF    | Piermario Morosini | Udinese  | lån        |
| A     | Marco Bernacci     | Bologna  | lån        |

| Sålda | Sålda                      | Sålda      | Sålda        |
| Pos   | Spelare                    | Till       | Anmärkning   |
| ----- | -------------------------- | ---------- | ------------ |
| F     | Romano Perticone           | Modena     | lån          |
| F     | Leonardo Martín Migliónico | Lecce      |              |
| MF    | Gaël Genevier              | Pisa       | avslutat lån |
| MF    | Andrea Russotto            | Carrarese  | lån          |
| A     | Rej Volpato                | Pergocrema |              |

## Laguppställning
Walter Novellinos 4-1-4-1 från hösten 2011.

Med Armando Madonna spelade Livorno oftare 4-3-1-2.